# Enric Badia Romero
Enric Badia Romero (även känd som Enrique Badía Romero), född 24 april 1930 i Barcelona, död 15 februari 2024 i Barcelona, var en spansk (katalansk) serieskapare och serietecknare. Han tecknade bland annat Modesty Blaise och sin egen skapelse Axa.
Hans första serier antogs och publicerades i spanska tidningar 1947, och fram till 1958 var han en flitig bidragsgivare till flera tidningar i hemstaden Barcelona. 1959 började Romero söka sig utomlands och etablerade kontakter med amerikanska, franska, tyska, italienska och brittiska förlag, bland andra Fleetway Publications. 
Romero tecknade flera serier för Fleetway, såsom Kathy & Wendy, Isometrics och Cassius Clay, innan han 1970 fick arbetet som tecknare av Modesty Blaise 1970. Den serien tecknade han fram till 1978. 1976 tecknade han några episoder av Rahan för tidningen Pif Gadget. 1978 skapade han Axa tillsammans med Donne Avenell. Han återvände till Modesty Blaise 1990.